# Carrer de Vic (Oristà)
El Carrer de Vic és una via pública d'Oristà (Lluçanès) inclosa a l'Inventari del Patrimoni Arquitectònic de Catalunya.

## Descripció
El carrer de Vic és la prolongació del poble en aquesta direcció formant dues rengleres de cases fins just sota el turó de Sant Sebastià, on sols està edificat una de les bandes del carrer.
Gran part de les cases d'aquest carrer són de planta rectangular, amb teulat a doble vessant i amb sortida a la part posterior de les edificacions. Moltes cases conserven llindes datades als segles XVII i XVIII, algunes reaprofitades d'altres construccions.
Tenen especial interès Cal Ferrer Boig, Cal Pastisser, i Cal Rosell, considerada una de les cases més antigues del poble.